# Patricia Taea
Patricia Nooroa "Pat" Taea (* 25. Mai 1993 in Rarotonga) ist eine ehemalige Leichtathletin von den Cookinseln, die sich auf den Sprint spezialisiert hat und auch im Weitsprung und Speerwurf an den Start ging.

## Sportliche Laufbahn
Erste Erfahrungen bei internationalen Meisterschaften sammelte Patricia Taea im Jahr 2007, als sie bei den Polynesischen Meisterschaften in Rarotonga die Silbermedaille über 100 und 200 Meter gewann und sich im Weitsprung die Bronzemedaille sicherte. Zudem belegte sie im Speerwurf den vierten Platz. Im Jahr darauf belegte sie bei den Ozeanienmeisterschaften in Saipan in 13,34 s den vierten Platz im 100-Meter-Lauf und gewann im Weitsprung mit 5,02 m die Silbermedaille und sicherte sich im Speerwurf mit 31,91 m die Bronzemedaille. 2009 gewann er bei den Polynesischen Meisterschaften in Gold Coast die Bronzemedaille über 100 Meter und im Weitsprung und belegte über 200 Meter und im Speerwurf jeweils den vierten Platz. Anschließend belegte sie bei den Pazifik-Minispielen in Rarotonga in 13,09 s den fünften Platz über 100 Meter und schied im 200-Meter-Lauf mit 27,34 s im Vorlauf aus. Zudem belegte sie mit 5,03 m den fünften Platz im Weitsprung. Im Jahr darauf gewann sie bei den Jugendozeanienmeisterschaften in Sydney mit 38,07 m die Bronzemedaille im Speerwurf und verpasste über 100 Meter mit 13,31 s den Finaleinzug. Anschließend siegte sie mit 37,17 m im Speerwurf bei den Juniorenozeanienmeisterschaften in Cairns und sicherte sich in 12,73 s die Bronzemedaille über 100 Meter. Daraufhin schied sie bei den Juniorenweltmeisterschaften in Moncton mit 13,05 s in der ersten Runde über 100 Meter aus, wie auch bei den Commonwealth Games in Neu-Delhi mit 13,10 s. 2011 gewann sie bei den Ozeanienmeisterschaften in Apia mit 27,67 m die Bronzemedaille im Speerwurf hinter Teruerani Tanepau aus Französisch-Polynesien und Tori Peeters aus Neuseeland und belegte in 12,79 s den vierten Platz über 100 Meter. Anschließend schied sie bei den Weltmeisterschaften in Daegu mit 12,63 s in der Vorrunde über 100 Meter aus und belegte dann bei den Pazifikspielen in Nouméa in 12,60 s den sechsten Platz. Im Jahr darauf schied sie bei den Hallenweltmeisterschaften in Istanbul mit 8,06 s in der Vorrunde im 60-Meter-Lauf aus und nahm dann im August über 100 Meter an den Olympischen Sommerspielen in London teil und schied dort mit 12,47 s in der Vorausscheidungsrunde aus.
2013 gewann sie bei den Ozeanienmeisterschaften in Papeete in 12,57 s die Silbermedaille über 100 Meter hinter Toea Wisil aus Papua-Neuguinea. Anschließend schied sie bei den Weltmeisterschaften in Moskau mit 12,39 s in der Vorrunde aus. Daraufhin belegte sie bei den Pazifik-Minispielen in Mata Utu in 12,29 s den fünften Platz über 100 Meter und gewann in 25,13 s die Silbermedaille über 200 Meter hinter Toea Wisil. Im Jahr darauf schied sie bei den Hallenweltmeisterschaften in Sopot mit 7,93 s im Vorlauf über 60 Meter aus und anschließend gewann sie bei den Ozeanienmeisterschaften in Rarotonga in 12,34 s die Bronzemedaille über 100 Meter hinter Toea Wisil und Younis Bese aus Fidschi. Zudem belegte sie über 200 Meter in 26,11 s den fünften Platz. Daraufhin kam sie bei den Commonwealth Games in Glasgow mit 12,68 s und 26,14 s jeweils nicht über den Vorlauf über 100 und 200 Meter hinaus. 2015 belegte sie bei den Ozeanienmeisterschaften in Cairns in 12,29 s den siebten Platz über 100 Meter und verpasste mit 25,29 s den Finaleinzug über 200 Meter. Anschließend belegte sie bei den Pazifikspielen in Port Moresby in 12,82 s den siebten Platz über 100 Meter und gelangte mit 26,02 s auf Rang sechs über 200 Meter. Daraufhin schied sie bei den Weltmeisterschaften in Peking mit 12,34 s in der Vorrunde aus. Im Jahr darauf schied sie bei den Hallenweltmeisterschaften in Portland mit 7,95 s in der ersten Runde über 60 Meter aus und im August nahm sie erneut an den Olympischen Sommerspielen in Rio de Janeiro teil und schied dort mit 12,41 s im Vorlauf aus.
2017 belegte sie bei den Ozeanienmeisterschaften in Suva in 12,44 s den vierten Platz über 100 Meter und gelangte auch über 200 Meter mit 25,05 s auf Rang vier. Anschließend schied sie bei den Weltmeisterschaften in London mit 12,18 s in der Vorrunde aus, ehe sie bei den Mini-Pazifikspielen in Port Vila in 12,08 s die Silbermedaille über 100 Meter hinter Toea Wisil aus Papua-Neuguinea gewann und in 24,16 s über 200 Meter siegte. Im Jahr darauf schied sie bei den Hallenweltmeisterschaften in Birmingham mit 7,90 s in der ersten Runde über 60 Meter aus und schied kurz darauf bei den Commonwealth Games im australischen Gold Coast mit 12,22 s und 24,91 s jeweils in der Vorrunde aus. Daraufhin beendete sie ihre aktive sportliche Karriere im Alter von 25 Jahren.

## Persönliche Bestleistungen
- 100 Meter: 11,97 s (+1,5 m/s), 3. Dezember 2017 in Brisbane (Landesrekord)
  - 60 Meter (Halle): 7,90 s, 2. März 2018 in Birmingham (Landesrekord)
- 200 Meter: 24,16 s (+0,3 m/s), 14. Dezember 2017 in Port Vila (Landesrekord)
- 400 Meter: 59,41 s, 5. November 2016 in Brisbane (Landesrekord)
- Weitsprung: 5,07 m (+1,6 m/s), 5. August 2009 in Gold Coast
- Speerwurf: 38,07 m, 12. März 2010 in Sydney